# Igor Kanyguin
Igor Kanyguin (Vitebsk, Unión Soviética, 6 de junio de 1956) es un deportista soviético retirado especialista en lucha grecorromana donde llegó a ser subcampeón olímpico en Moscú 1980.

## Carrera deportiva
En los Juegos Olímpicos de 1980 celebrados en Moscú ganó la medalla de plata en lucha grecorromana de pesos de hasta 90 kg, tras el luchador húngaro Norbert Növényi (oro) y por delante del rumano Petre Dicu (bronce).